# Икастола
Икастола — тип государственного либо частного учреждения начального или среднего общего образования в испанских Стране Басков, Наварре и эксклаве Тревиньо, а также во французской Стране Басков, где все или почти все предметы преподаются на баскском языке.
К началу XX века школьного образования на этом языке практически не существовало, ввиду чего деятели наибрающего силу баскского национализма развернули движение за создание таких учреждений. Первая икастола была открыта в 1914 году в Сан-Себастьяне; в 1921 году появилась икастола в Толосе, в 1928 году — в Оререте; в 1932 году для обеспечения контактов и сотрудничества между учреждениями различных городов была создана федерация икастол. После начала Гражданской войны в Испании, несмотря на первоначальное разрешение икастол автономным правительством Страны Басков, использование баскского языка в общественных местах было запрещено, а все образовательные учреждения были принуждены обеспечивать обучение только на испанском. В этот период развернулось движение подпольного образования на баскском языке, проходившего в частных домах; одним из активистов движения была Эльбира Сипитрия. Некоторые икастолы, несмотря на запрет преподавания, продолжали свою работу, а некоторые нелегальные возникали в регионах с отсутствием баскского населения, куда переезжали отдельные баскские семьи для обучения в них своих детей.
Запрет на обучение на баскском языке был снят в 1960 году, после чего началось возрождение икастол, многие из которых получили покровительство католической церкви. В 1964 году появилась первая икастола во французской Стране Басков, а в 1965 году вновь открылась икастола в Бильбао, тогда же открылась и первая икастола в Наварре (в Памплоне). К началу 1970-х годов отношение к икастолам со стороны правительства Франко улучшилось, и 1973 году в Алаве, где восстановление икастолы произошло десятью годами ранее, была при финансовой поддержке государства восстановлена федерация икастол.
К началу перехода к демократии  движение икастол переживало свой расцвет и в Стране Басков, и в Наварре. По состоянию на 1975 год семи регионах Страны Басков насчитывалось в общей сложности 160 икастол, в которых обучалось 34000 студентов. Уже с середины 1960-х годов стали открываться вечерние икастолы, предназначенные для рабочих, желавших получить образование на родном языке, а затем появились и дневные классы. После принятия в 1979 году Герникской хартии икастолы стали поддерживаться благотворителями из числа родителей обучающихся, что вызвало критику со стороны представителей Испанской социалистической рабочей партии. К 1982—1983 годам государством обеспечивалась половина затрат на баскоязычное образование, население Страны Басков также выросло; вместе с тем число обучающихся на баскском языке уменьшилось в этот же период (с конца 1970-х по 1982 год) на 4000 человек, что могло стать следствием переезда множества баскских бедных семей в соседние со Страной Басков регионы.
По состоянию на 1993 год около 40 % икастол в Стране Басков были государственными, остальные частными; в Наварре в это же время существовали только частные икастолы. Икастолы во французской Стране Басков с 1982 года имели статус культурных организаций и до середины 1990-х годов получали некоторую помощь от Министерства образования. По состоянию на начало 2010-х годов доля учащихся, получающих образование в той или иной форме на баскском языке, составляет почти 100 % в Стране Басков, 25 % в Наварре и 28 % во французской Стране Басков.